# Parco nazionale di Con Dao
Il parco nazionale di Côn Đảo (in vietnamita: Vườn quốc gia Côn Đảo) è un'area naturale protetta dell'arcipelago di Côn Đảo, nella provincia vietnamita  di Bà Rịa-Vũng Tàu. Il parco include una parte dell'isola e del mare circostante. La superficie totale protetta ammonta a  29400,00 ha, di cui 23000,00 a mare.
Il parco nazionale è caratterizzato da un ecosistema vario: vi si trovano molte specie di coralli e di tartarughe marine.
Nel 2006 una delegazione dei rappresentanti dell'UNESCO ha messo sotto osservazione il parco ed ha concluso che questo parco è eleggibile per entrare a far parte dei Patrimoni dell'umanità per la sua importanza naturale e culturale del mondo. Il governo vietnamita sta redigendo i documenti necessari da presentare all'Unesco.

## Attività
Oltre all'osservazione della nascita delle tartarughe, nel parco è possibile fare birdwatching, scuba diving e snorkeling.